# Gewanneküppel
Der Gewanneküppel ist der Rest einer im Übergang vom Früh- zum Hochmittelalter entstandenen Niederungsburg ausgeführt als Turmhügelburg (Motte) in Schwalheim, heute Stadtteil von Bad Nauheim im Wetteraukreis in Hessen.

## Lage
Der Burgstall liegt westlich der Ortsmitte zwischen dem Sportplatz und der Wetter, die hier in einer Richtung Westen liegenden Schleife fließt.

## Geschichte
Es existieren kaum urkundliche Nachrichten über die Motte. Da sie nahe einem Wetterübergang an der Salzstraße liegt, die von der Nauheimer Saline über Echzell Richtung Mitteldeutschland verlief, und hier zwischen ehemaliger Brückenmühle und dem Gewanneküppel hindurchführte, kann angenommen werden, das die Niederungsburg zur Sicherung des Handels und Wegzoll am Flussübergang angelegt wurde. Der Handelsweg wurde aber bald auf die rechte Wetterseite verlegt und die Sicherungsburg hatte keine Bedeutung mehr. Sie verfiel und wurde nie zu einer steinernen Burg ausgebaut. Aufgrund der Ausgrabungen und der Struktur der Motte kann auf einen Bau im 10. Jahrhundert geschlossen werden. Das genaue Datum der Errichtung ist jedoch nicht bekannt und es existiert nur eine Nachricht aus dem Ende des 13. Jahrhunderts, in dem das castrum in sualheim oder borgk in Swalheim als im Besitz der Herren von Eppstein als Lehen der Grafen von Loon erwähnt wird.
1949 wurde die Anlage ergraben, dabei wurden Keramikscherben, Metallteile, Holzreste und Knochen geborgen, die auf um 1300 datiert wurden. Die Struktur der Anlage konnte dabei weitestgehend bestimmt werden.
1954 und 1973 wurden beim Bau der Straße und des Sportplatzes Teile der Anlage abgetragen.

## Beschreibung

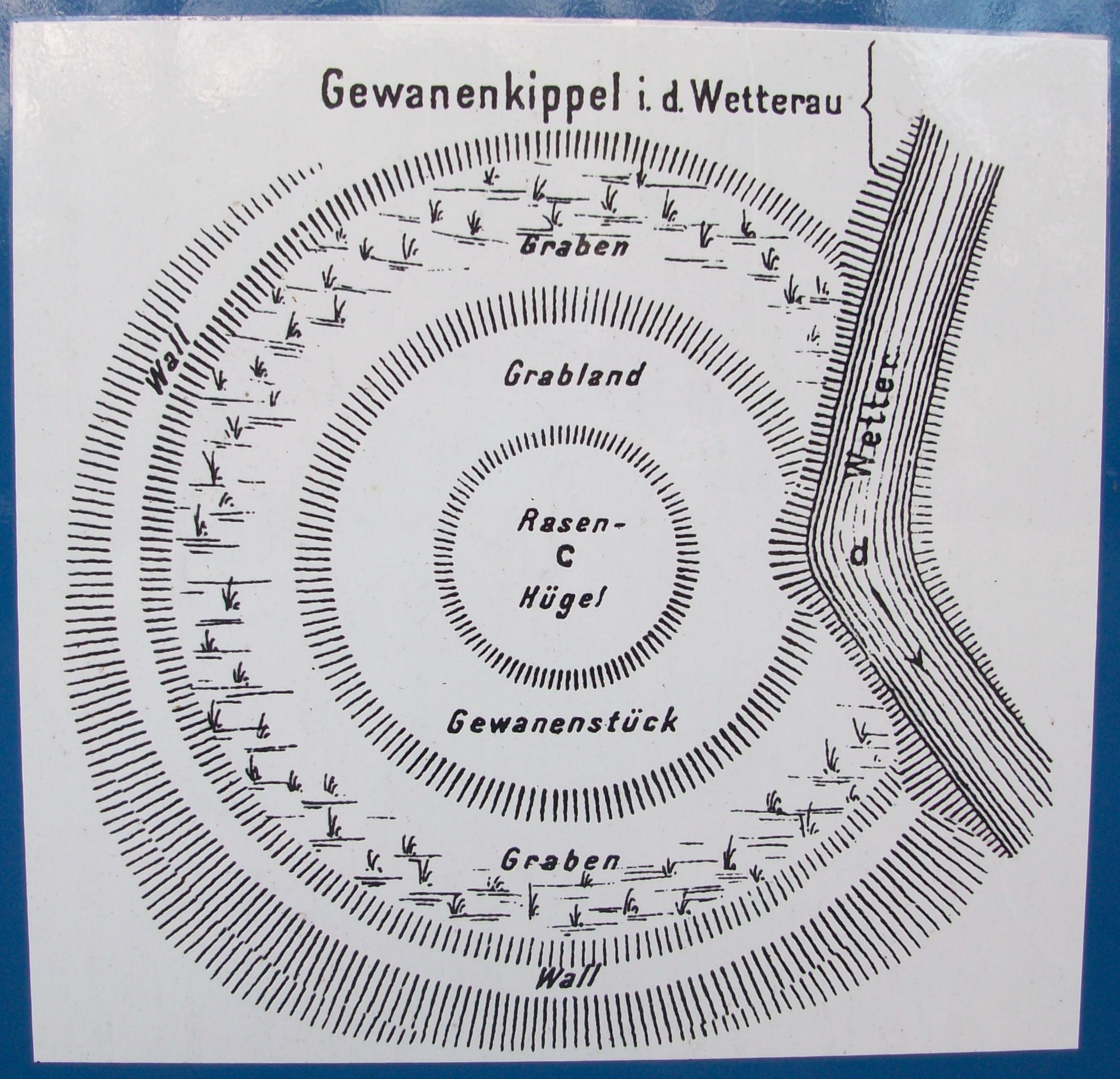
Zeichnung von Karl August von Cohausen die Struktur der Motte aufzeigend

Als „Gewanneküppel“ wird eine Motte in ungefähr runder Erdaufschüttung und heute etwa 40 Meter Durchmesser an der Schwalheimer Wetterschleife bezeichnet. Archäologisch wird sie als typische Form einer vermutlich ottonischen Wohnburg aus Holz interpretiert. Die heute nur noch flache Aufschüttung soll früher etwa vier Meter hoch gewesen sein. Da das Erdreich nach dem Verfall der Anlage immer mehr abgeschwemmt wurde, hatten die Bewohner des Ortes die Anlage mit Rasen- bzw. Pflanzstücken verfestigt, im Volksmund „Gewanne“ genannt, die zum heutigen Namen führten.
Sichtbare Baureste sind außer dem Burghügel heute nicht mehr vorhanden. Aus den uns bekannten Aufbauten einer solchen Motte kann nur geschlossen werden, dass ein steinernes Untergeschoss mit einer Fachwerkkonstruktion als Obergeschoss vorhanden war. Nach den Aufzeichnungen von Karl August von Cohausen hatte die Motte einen doppelten Palisadenzaun mit vorgelagertem Wassergraben und davorliegendem Wall.
Im 19. Jahrhundert soll der Wassergraben noch funktionsfähig und mit Wasser der nahen Wetter gefüllt gewesen sein. Später wurde er verfüllt und eingeebnet.

## Heutige Nutzung
Der Burgstall ist heute ein Kulturdenkmal als Bestandteil der Gesamtanlage Schwalheim (siehe auch Liste der Kulturdenkmäler in Bad Nauheim). Vor Ort erläutert eine Schautafel als Teil des Stadthistorischen Rundganges die wichtigsten Informationen.

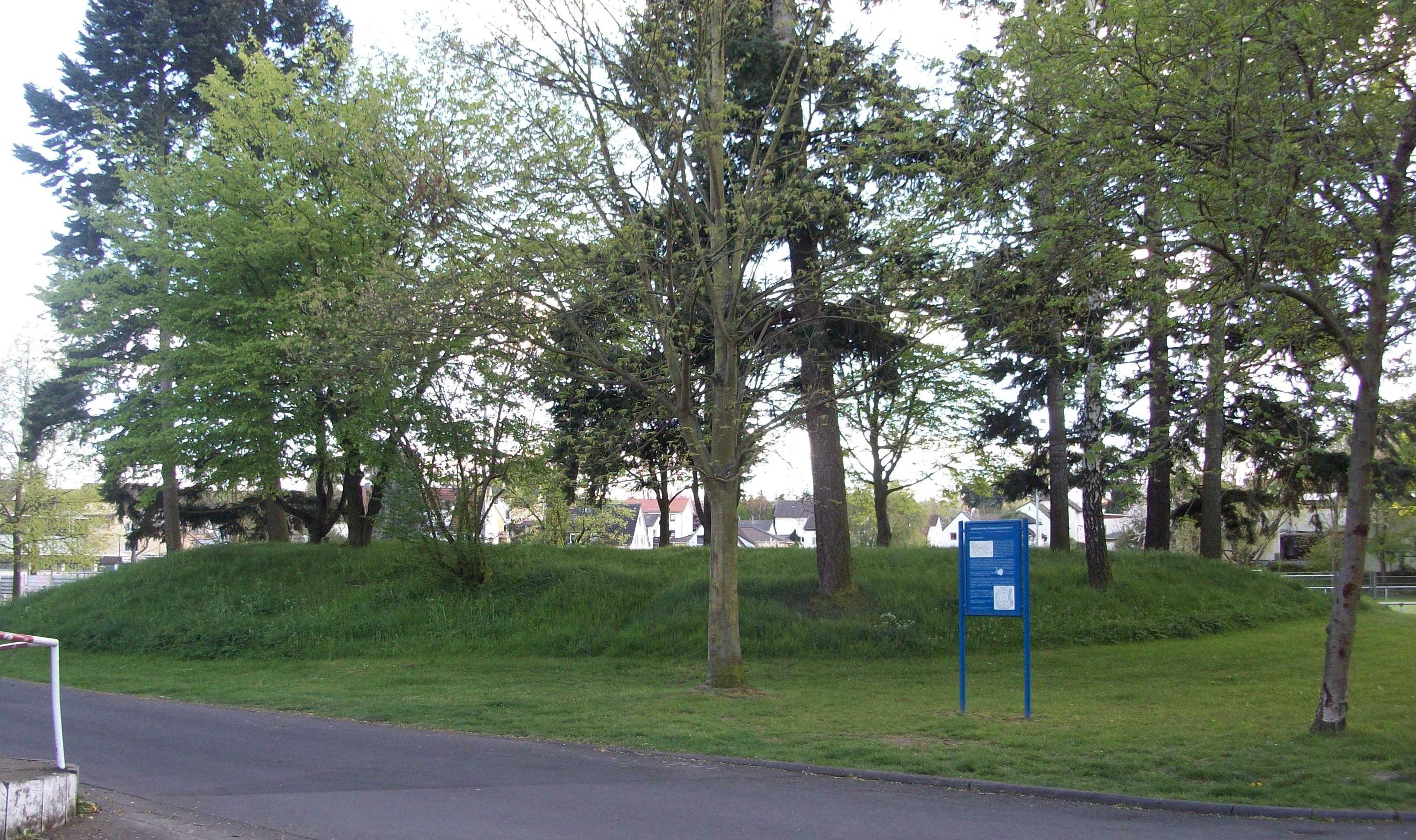
Die Anlage aus Richtung Fußgängerbrücke über die Wetter
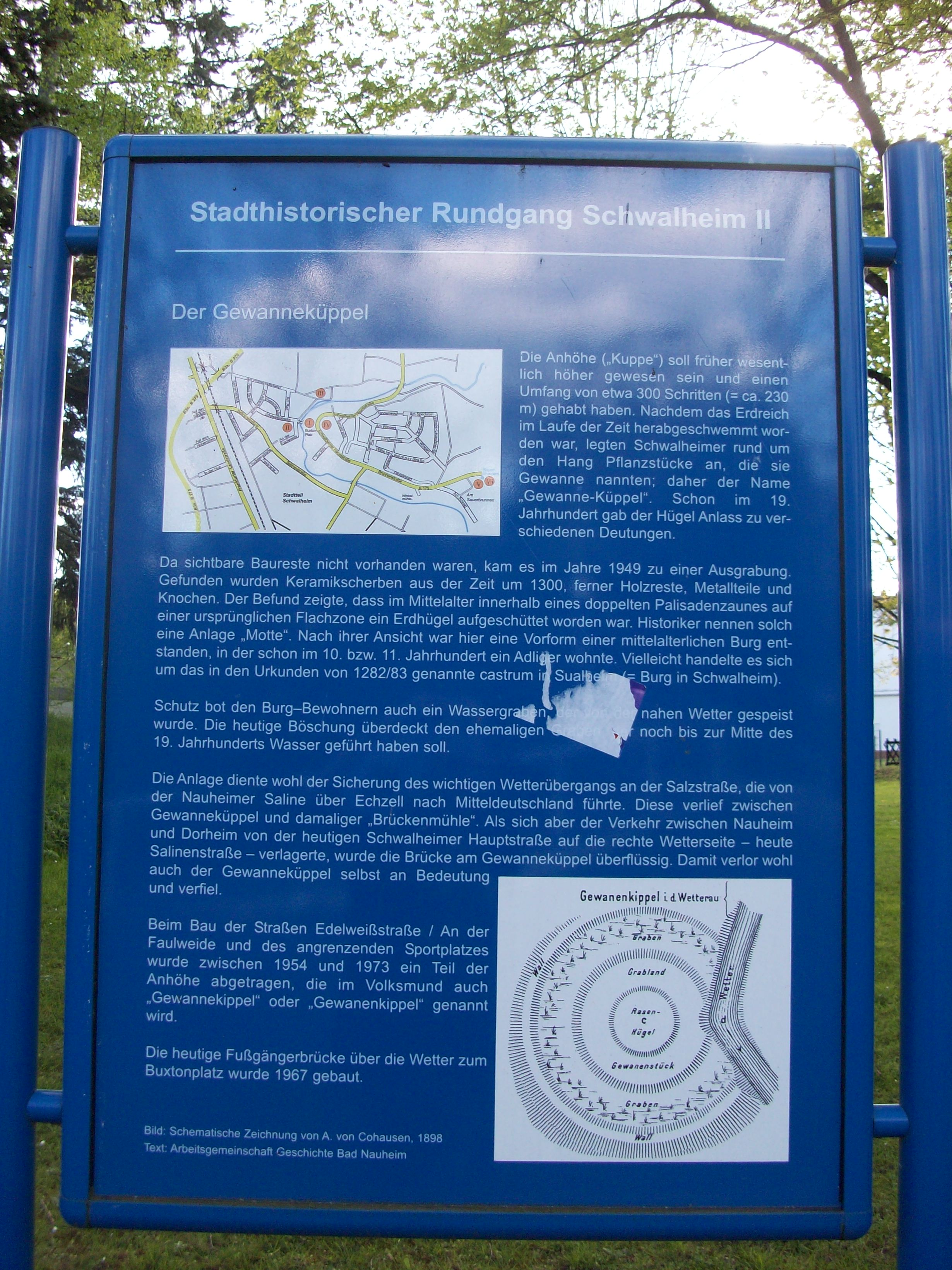
Schautafel
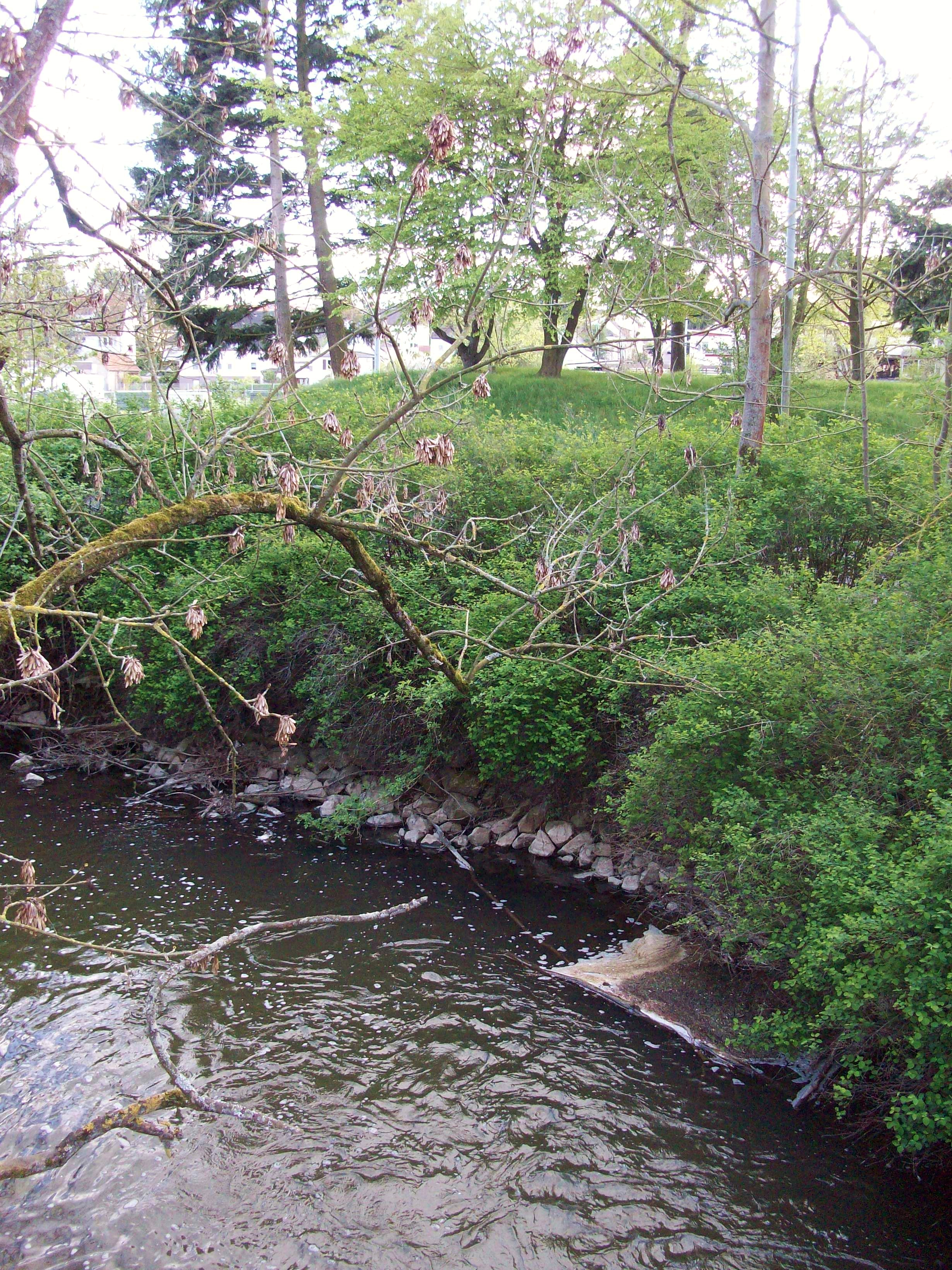
Sicht von der anderen Flussseite